# ルドビク・オルバン
- ルドヴィク・オルバン

ルドビク・オルバン（Ludovic Orban、ルーマニア語発音: [ˈludovik ˈorban]、1963年5月25日- ）はルーマニアの政治家で、国民自由党（PNL）代表。第94代ルーマニア首相を務めた。2007年4月から2008年12月まで第2次カリン・ポペスク・タリチェアヌ内閣に運輸相として入閣していた。2008年から2016年までブカレスト選出のルーマニア代議院議員であった。 

## 経歴
ブラショヴでハンガリー人（セーケイ人）の父とルーマニア人の母の間に生まれた。1982年に同市のアンドレイ・シャグナ高校を卒業すると、ブラショヴ大学で産業機械の設計を学び、1988年に卒業した。1993年にブカレストの国立政治行政大学大学院で政治学を修めた。1988年から1990年まで、彼はトゥルグ・セクイエスクの工場でエンジニアとして過ごし、1990年から1991年にかけては故郷ブラショヴの工場に勤務した。 1991年から1992年にかけてはヴィトルル・ロムニエイに毎日寄稿し、1992年から1997年まで自由党顧問を務めた。1997年から2001年にかけて、エネルギー政策庁、障害者総局、国家公務員庁などさまざまな政府機関および公的機関で活動した。また、"Children, the light of the world" という基金に参加した他、コンサルタントとしても活動した。 
1992年から1996年までブカレスト市セクトール3のセクトール議会議員を務めた。セクトール1の議員としても選出されていたが、そちらは辞退した。1993年から1997年には自由党の執行委員会に入り、1998年に自由党が国民自由党に合流すると、国民自由党の国民評議会に参加した。2001年からは国民自由党の常設中央委員会メンバーとなり、2002年には党政治委員会に移った。2002年11月からは国民自由党のブカレスト支部長となり、2004年7月から2007年4月までブカレスト副市長を務めた。ブカレスト副市長を辞してタリチェアヌ改造内閣に運輸大臣として入閣し、2008年総選挙で国民自由党が敗北するまでブカレスト選挙区で議席を維持した。2008年地方選挙ではブカレスト市長選挙に立候補したが、得票率11.4％の4位に終わった。2009年3月、僚友クリン・アントネスクが党代表に就任するとタリチェアヌ派は退潮したが、オルバンは党副代表に抜擢された 。2014年12月の党代表選挙に立候補したが、47票対28票でアリナ・ゴルギウに敗れた。2016年6月にはブカレスト市長選挙で候補指名されたが 、選挙2か月前に国家腐敗防止局の調査を受けたことから市長選から撤退し、国民自由党の役職や閣僚ポストを追われることになった。しかし、2017年1月にルーマニア破毀院（日本の最高裁判所に相当）から斡旋収賄の嫌疑について無罪の判決を勝ち取り、翌月には国民自由党代表選挙への立候補を発表した。その結果、クリスティアン・ブショイを78票対21票で破って党代表に就任した。 
2019年10月、 ヴィオリカ・ダンチラ内閣が議会の不信任決議により崩壊すると、クラウス・ヨハニス大統領はオルバンを首相に指名した。11月4日にはオルバン内閣は議会の信任投票で信任されて正式に発足した。しかし政権発足からわずか3カ月後の2020年2月5日、ルーマニア議会はオルバン政権の不信任決議案の採決を行い、賛成261、反対139票で必要な233票を上回ったためオルバン政権の不信任が成立。翌6日、ヨハニス大統領より再組閣を指示されたが、2月25日に首相候補を辞退した。2020年12月6日執行の総選挙で国民自由党は25％の得票にとどまり、約30％を獲得した社会民主党に届かない見通しとなったこと受け首相を辞任。

## 騒動
オルバンは挑発的かつ過激な言動で知られ、物議をかもすことも多い。元大統領トラヤン・バセスクから運輸相在任時の2008年夏の洪水時の対応が拙劣だったことを指して「無能」と言われたのに対して、「大統領は闇を支配する最後のサウロンだ！」と叫んで応じている。また、2009年にバセスクを支持する民主自由党と社会民主党が主体のエミール・ボック内閣を批判する際、社会民主党党首ミルチャ・ジョアナをバセスクの「執事」と呼び、内閣の教育政策を攻撃したほか、観光振興は不要な贅沢として非難し、政府は年金や公務員給与を満足に支払えないだろうとして金融危機を叫んだりした。2006年3月にはアルバ県の国民自由党の党員らとの会談で「女性は重要な公的地位を得るために、上司のベッドを通る必要はない」と言い放ち、さらにラルカ・トゥルカンやミオアラ・マンタレ、エレナ・ウドレアはそうした女性であり、モナ・ムスカやノリカ・ニコライはそうしなかったとも述べて強い批判を浴びた。また、2007年12月にはコトロチェニで乗用車を運転中に16歳の少女と接触事故を起こして大怪我を負わせ入院させた。この際、タリチェアヌ首相から運輸相として不適切として辞任を呼びかけられたが これを拒否した。最終的には免許停止処分を受け罰金を科されたものの、刑事告発はされなかった。

## 私生活
妻ミハエラとの間に息子が一人いる。元欧州委員で多言語主義政策総局を担当したレオナルド・オルバンは実兄である。 